# Paracalliope karitane
Paracalliope karitane är en kräftdjursart som beskrevs av Barnard 1972. Paracalliope karitane ingår i släktet Paracalliope och familjen Paracalliopiidae. Inga underarter finns listade i Catalogue of Life.